# Braquo

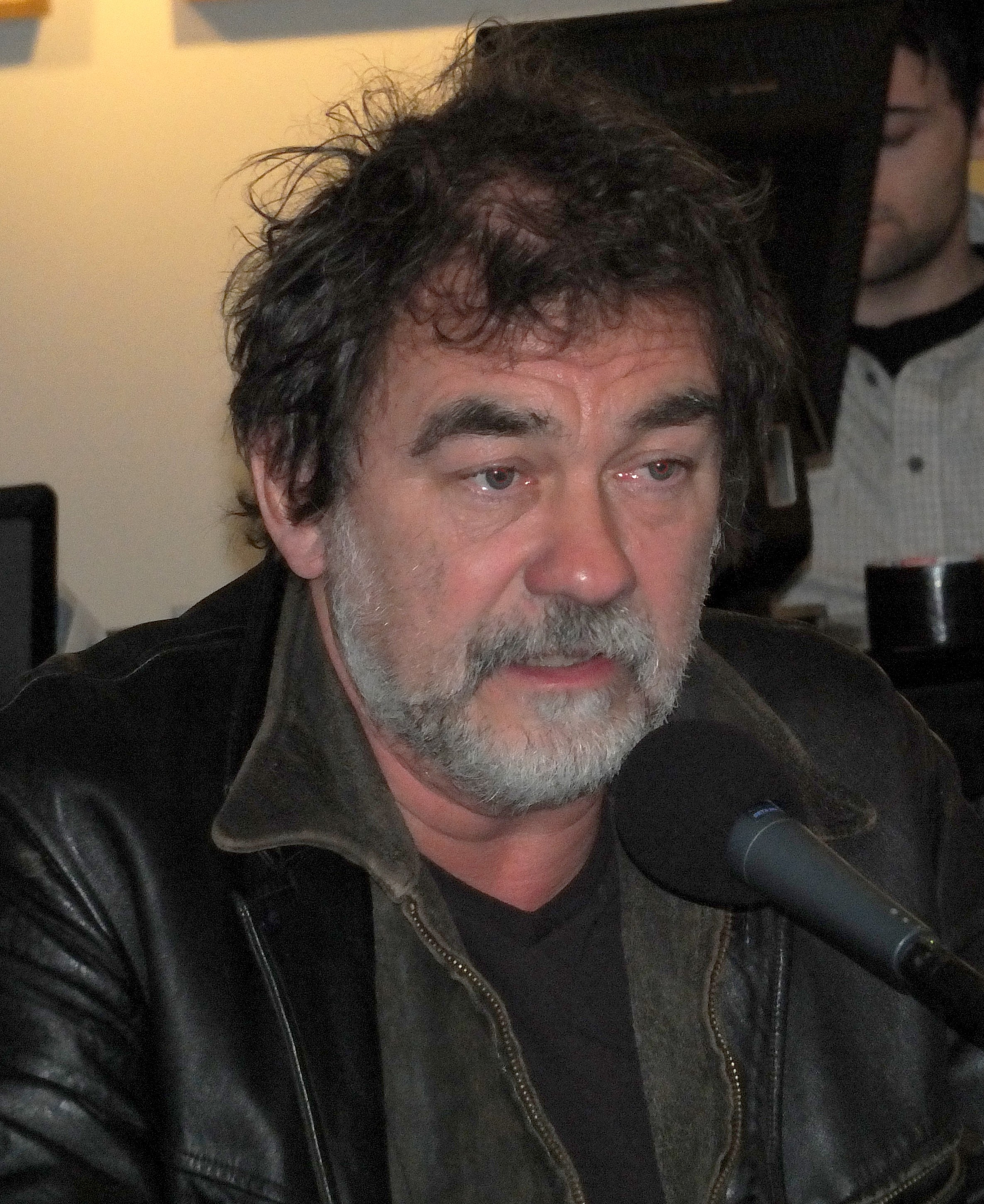
Olivier Marchal (2012)

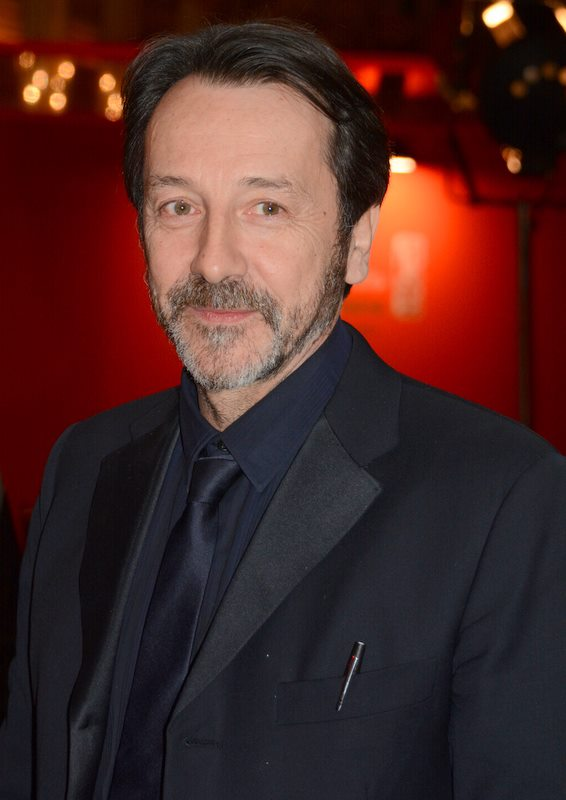
Jean-Hugues Anglade beim César 2014

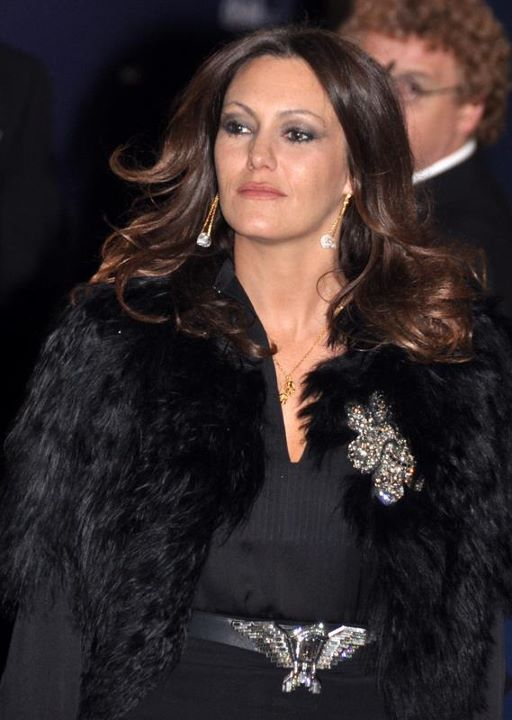
Karole Rocher beim César 2012

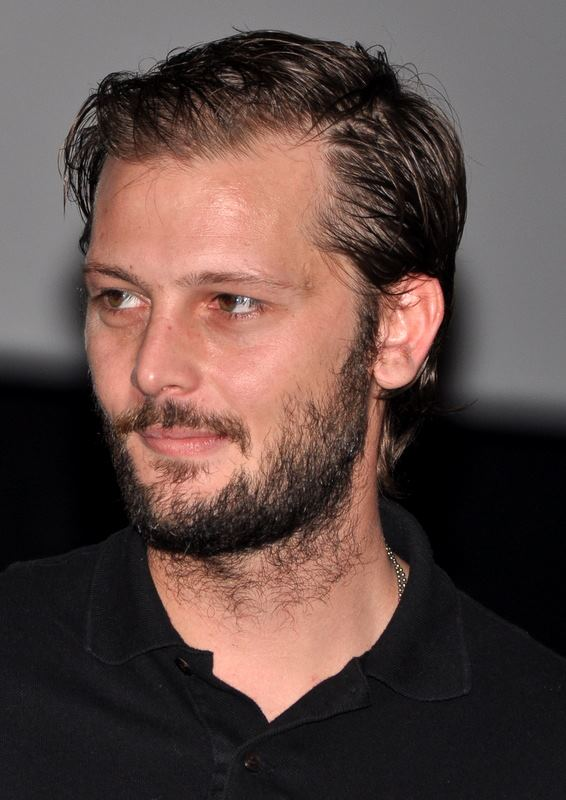
Nicolas Duvauchelle (2012)

Braquo (abgeleitet von braquages, einer landessprachlichen Umschreibung für das Wort Raubüberfälle) ist eine französische Polizeidrama-Serie von Olivier Marchal, von der zwischen 2009 und 2016 vier Staffeln produziert und ausgestrahlt wurden.
Wertung und Publikumsakzeptanz fielen – unter anderem auch aufgrund der drastischen Darstellung – unterschiedlich aus. Beim französischen Publikum beispielsweise erzielte die Serie ungeachtet der düsteren Grundstimmung und der ungeschminkten, zum Teil extensiven Gewaltdarstellung höhere Einschaltquoten als vergleichbare US-Produktionen.

## Inhalt
Ähnlich wie Breaking Bad, The Shield, Sons of Anarchy und andere neuere Fernsehserien ist auch Braquo eine Serie mit staffelübergreifend fortlaufender Handlung. Im Mittelpunkt der – 4 Staffeln mit jeweils 8 Folgen umfassenden – Serie steht eine Spezialeinheit der Pariser Polizei, die es mit dem Gesetz nicht sehr genau nimmt und mehr und mehr in einen Mahlstrom aus Korruption, Verbrechen, Verrat sowie wechselseitigen Rachefeldzügen gerät. Haupthandlungsorte sind das Pariser Zentrum sowie die Vororte und Banlieues der äußeren westlichen Arrondissements im Département Hauts-de-Seine. Führender Kopf der Einheit ist Eddy Caplan (Jean-Hugues Anglade) – ein rüde agierender Cop, dem Moral gleichgültig ist und der Loyalität vor allem gegenüber seinen Einheitsmitgliedern und deren Angehörigen empfindet. Die restlichen Mitglieder des Teams sind Walter Morlighem (Joseph Malerba), ein ebenso desillusionierter wie müder Spezialeinheits-Veteran, der junge, impulsive Théo Vachewski (Nicolas Duvauchelle) sowie Roxane Delgado (Karole Rocher) – eine besonnene, loyale Polizistin und der ruhende Pol der Einheit.
Ausgangspunkt der Serie sind interne Ermittlungen gegen Caplan und sein Team. Anlass: Der aufgrund schwerer Gefangenenmisshandlung ins Visier der Abteilung für Interne Ermittlungen geratene Chef der Einheit sowie Freund von Caplan, Max Rossi (Olivier Rabourdin) hat angesichts drohender Suspendierung und Haftstrafe Selbstmord verübt. Die Einheit will ihren Ruf wieder reinwaschen. Allerdings verstrickt sie sich zunehmend in einer Melange aus Rachefeldzug in eigenem Interesse, normalen Fall-Ermittlungen und persönlichen Angreifpunkten. Théo etwa ist kokainabhängig; Walter, der eine alkoholabhängige Frau hat und zwei Kinder, ist spielsüchtig und hat überdies Schulden im kriminellen Milieu. Als Caplan und sein Team Ermittlungen aufnehmen gegen den Gangster Serge Lemoine, eskaliert die Situation mehr und mehr. Lemoine hat – wegen in die eigene Tasche abgezweigter Bargeld-Beweismittel sowie erpresster Aussagen – gegen Caplans Team ebenfalls eine Rechnung offen. Auf der anderen Seite sitzt der Einheit Roland Vogel im Nacken – der Chefermittler der internen Abteilung, der den Kampf gegen Caplan und sein Team als Feldzug führt und in der Wahl seiner Mittel seinerseits nicht wählerisch ist. Im Finale der ersten Staffel kommt es zu einem Showdown, nach dem Vachewski, Morlighem und Delgado degradiert werden und Caplan inhaftiert wird.
Die zweite Staffel von Braquo führt Handlungselemente der ersten fort: beispielsweise die Auseinandersetzung mit Lemoine und seiner – diffus im Sinti-Milieu verorteten – Bande. Staffeltragender Haupthandlungsstrang ist ein brutaler Überfall auf einen Goldbarren-Transport mit insgesamt zehn Toten. Ausgeführt wurde er von Insidern – ehemaligen Angehörigen der Streitkräfte, deren Einheit in einem afrikanischen Bürgerkrieg verheizt wurde und die mit den Verantwortlichen für den damaligen Einsatz alte Rechnungen begleichen wollen. Caplan und sein Team werden – gegen entsprechende Rehabilitationszusagen – auf die Gruppe angesetzt. Auf die Goldbarren haben es in der Folge unterschiedliche Gruppierungen abgesehen: Madame Arifa und ihr jüdischer Clan, die sich mit Lemoine zusammengetan haben, ein flämisches Syndikat, welches das geraubte Gold wieder in seinen Besitz bringen will und zum Schein als interessierter Aufkäufer auftritt sowie die am Überfall beteiligte Bande aus ehemaligen Soldaten. Ergänzend hinzu kommen hohe politische Funktionsträger sowie der Geheimdienst. Wie die erste endet auch die zweite Staffel in einem blutigen Finale, an dessen Zweifel bestehen, ob Caplan und seine Truppe je wieder auf die Beine kommen.
Rache, Gewalt, Loyalität und Verstrickung sind auch in der dritten Staffel die dominierenden Themen. Tragendes Handlungselement – und Basis des erneuten Einsatzes von Caplan und seinem Team – sind Ermittlungen gegen die Vory-V-Zakone, eine Gruppe der Russischen Mafia. Als während einer Observation Angehörige dieser Gruppierung von einer Scharfschützin unter Feuer genommen werden, eskaliert die Situation. Caplan und seine Einheit finden sich als Figuren wieder in einem Machtkampf rivalisierender russischer Unterwelt-Gruppen. Auch die dritte Staffel offeriert die obligatorischen persönlichen Querverbindungen. So kommt etwa die Schwester des Interne-Chefermittlers Vogel mit ins Spiel – wie sich zeigt, der menschliche, wunde Punkt des ansonsten unerbittlichen, gnadenlosen Interne-Beamten. Wie die beiden vorherigen Staffeln endet auch die dritte in einem blutigen – und im Unterschied zu eins und zwei wirklich das Ende markierenden – Finale.

## Produktion und Ausstrahlung
Ausführende Produktionsfirma war das im Pariser Zentrum ansässige TV-Produktionsunternehmen Capa Drama unter Beteiligung des ausstrahlenden französischen Pay-TV-Senders Canal+. Zusätzlich an der Produktion beteiligt waren die auf Animationsfilme für Kinder spezialisierte Firma Marathon Média, Be-Films sowie der öffentlich-rechtliche belgische Staatssender RTBF. Autor der Serie sowie Mit-Regisseur der ersten Staffel war Olivier Marchal. Marchal hatte sich zuvor nicht nur als Regisseur hart-authentischer Polizei- und Unterweltfilme in der Machart von Jean-Pierre Melville einen Namen gemacht (Filme unter anderem: 2004 mit 36 – Tödliche Rivalen mit Gerard Depardieu, A Gang Story – Eine Frage der Ehre 2011 sowie mehrere Folgen der Krimiserie Kommissar Moulin). Als ehemaliger Beamter der Kriminalpolizei von Versailles, Mitglied in einer – unter anderem auch gegen die linksextremistische Terrorgruppierung Action directe tätigen – Antiterror-Spezialeinheit sowie Nachtschicht-Beamter im 13. Arrondissement hatte er selbst eine fast 20-jährige Praxis im Polizeidienst hinter sich. Weitere an Braquo beteiligte Regisseure waren Frédéric Schoendoerffer (Staffel 1), Philippe Haïm und Eric Valette (Staffel 2) sowie Fréderic Jardin und Manuel Boursinhac (Staffel 3). Als Szenenschreiber der zweiten und dritten Staffel fungierte der aus Marseille stammende Drehbuchautor Abdel Raouf Dafri. Titelmelodie sowie die restliche Serienmusik stammten von Erwann Kermorvant – einem aus der Bretagne stammenden Filmmusik-Komponisten, der bereits an der Filmmusik von 36 – Tödliche Rivalen mitgewirkt hatte.
Haupt- und Nebenrollen der vier Braquo-Staffeln sind mit eingeführten Genre-Schauspielern besetzt. Jean-Hugues Anglade, bekannt vor allem aus dem Drama Betty Blue – 37,2 Grad am Morgen (1986), hatte bereits in einigen bekannten Thrillern Hauptrollen innegehabt – etwa in Subway, Nikita, Killing Zoe sowie Léon – Der Profi. Joseph Malerba spielte ebenfalls in Léon mit; ebenso zu seinem Œuvre zählen Autorenfilme und Historienstoffe wie beispielsweise Les Misérables (1995) und Jeanne d’Arc (1999). Karole Rocher war vor ihrem Engagement für Braquo vor allem bei französischsprachigen Autorenkino-Filmen in Erscheinung getreten. Ebenso Nicolas Duvauchelle, der in dem Soldatendrama Der Fremdenlegionär 1999 eine Nebenrolle gespielt hatte. Flankiert wurde die aufgeführte Hauptdarsteller-Riege unter anderem von: Olivier Rabourdin als Max Rossi, Geoffroy Thiebaut als Interne-Ermittler Roland Vogel, Julie Judd als Vogels Tochter Erica, Wojciech Pszoniak in der Rolle des russischen Gangster-Patriarchen Jossif Wissarionowitsch und schließlich Alain Figlarz in der Rolle des Gangsters Serge Lemoine. Figlarz hatte ebenfalls in Marchalls Langfilm 36 – Tödliche Rivalen mitgespielt. Eine weitere Genre-typische Querverbindung schließlich war Duvauchelles und Rochers Mitwirkung an Maïwenns Polizeidrama Poliezei (2011; Originaltitel: Polisse) parallel zu ihren Engagements in Braquo.
Die Erstausstrahlung von Braquo erfolgte über den mitproduzierenden Bezahlfernsehen-Sender Canal+. Die Erstausstrahlung der ersten Staffel erfolgte im Oktober und November 2009, die der zweiten im November und Dezember 2011. Die dritte Staffel wurde vom 10. Februar bis zum 3. März 2014, die vierte Staffel vom 12. September bis 3. Oktober 2016 ausgestrahlt. Die deutsche Erstausstrahlung tätigte der Video-on-Demand-Anbieter Watchever – ebenso wie Canal+ ein Ableger des französischen Medienkonzerns Vivendi. Die Aufnahme ins Watchever-Angebot im Februar 2014 erfolgte in Kooperation mit Bild-Movies. Laut dem Serien-Internetportal wunschliste.de hat sich auch der österreichische Privatsender ServusTV die Ausstrahlungsrechte an der Serie gesichert. Als möglichen Ausstrahlungstermin führte das Portal den Sommer 2014 auf.
In Originalsprache liegen alle vier Staffeln als DVD und BluRay vor. Anfang 2014 erschienen die beiden ersten Staffeln auch in Deutschland als DVD-Box. Mit-Herausgeber der deutschsprachigen DVD-Box ist Studio Hamburg, eine Tochtergesellschaft der NDR Media GmbH. Die erste Staffel wurde von der FSK ab 16 freigegeben. Für die zweite Staffel erfolgte keine Jugendfreigabe. Konkret mit dem Nicht-jugendfrei-Etikett „ab 18“ belegt sind die Folgen 1, 3, 4 und 7. Alle vier Staffeln wurden in spanischer Synchronisierung in Spanien, sowie in einer englischen Ausgabe in französischer Originalsprache mit englischen Untertiteln auf FOX UK ausgestrahlt.

## Kritik
Kritik und Publikum bewerteten Braquo unterschiedlich. Die erste Staffel erzielte bei ihrer Erstausstrahlung auf Canal+ mehr Zuschauer als vergleichbare US-Serien – etwa die oft als Vergleich herangezogene Polizeithriller-Serie The Shield. Die zweite Staffel gewann 2012 einen Emmy Award – als beste Dramaserie des Jahres. Die Vorstellung der Serie auf dem Kölner Festival Großes Fernsehen im Februar 2013 zog wechselhafte Resonanz nach sich. Das deutschsprachige Serienportal serienjunkies.de etwa wertete die Serie zwar als hochwertig produziert und spannend in Szene gesetzt. Die Reaktionen des Kölner Premierepublikums indes, so serienjunkies.de, seien eher verhalten ausgefallen. Insbesondere die Inszenierung der Brutalo-Cops sei von vielen Premiereteilnehmern als zu unauthentisch empfunden worden. Resümee des Portals zur Kölner Vorstellung: „Wie es scheint, gibt es tatsächlich Serienstoffe, die, wenn sich die Amerikaner ihrer annehmen, vom Publikum eher für plausibel befunden werden, als wenn die gleichen Stoffe auf einmal in einen europäischen Kontext gestellt werden.“
Ähnlich unbeeindruckt zeigte sich Marcus Kirzynowski, der Rezensent des Kultur-Webportals torrent-magazin. Er bewertete die Charaktere als farblos, die Darstellung derselben als klischeebehaftet. Der Berliner Tagesspiegel wertete die Serie als in gängiger US-Manier schnell und hart. Die Ankündigung bei cinema.de hob – neben der schauspielerischen Leistung von Jean-Hugues Anglade – ebenfalls vor allem die Härte und Brutalität der Serie hervor. Zu einer recht positiven Wertung gelangte hingegen die Weltwoche. Hervorstechendes Thema der Serie, so die Schweizer Wochenzeitung, sei vor allem der Ehrenkodex: „Der film policier wird gerne mit der US-Variante gleichgesetzt, was falsch ist. Auch die französische Serie von Olivier Marchal gilt als Frankreichs Antwort auf die Cop-Serie ‚The Shield‘. ‚Braquo‘ aber steht in der Tradition des Unterweltkinos à la Jean-Pierre Melville. Es geht um Spielregeln, einen moralischen Kodex, den die Franzosen zelebrieren. Genau das macht die französische Serie zu etwas ganz Besonderem.“
Ähnlich positive Resummées lieferten auch Rezensionen des Hannoverschen Kulturportals maschperlensee.de sowie auf culturmag.de. Maschperlensee-Rezensent Holger Nickel zeigte sich anlässlich seiner Besprechung ziemlich angetan vom Plot der Serie und der Inszenierung und prophezeite im Resummée zur ersten Staffel: „Die sich weiter entwickelnde Geschichte wird so manchem im Hals stecken bleiben.“ Lutz Goellner bei culturmag.de hingegen verglich Braquo zwar ebenfalls mit der US-Serie The Shield sowie ihrer Hauptfigur Vic Mackey. Allerdings sah er auch Unterschiede im Grundton, die ihn bedenklich stimmten. Darüber hinaus zog Goellner Parallelen zu aktuellen politischen Trends in Frankreich: „Olivier Marchals ‚Braquo‘-Team nun feiert die faschistoide Grundhaltung des ‚Wir gegen Die‘ als wahres Heldentum und steht damit politischen Haltungen wie denen der Tea Party viel näher als Vic Mackey. Auch in Frankreich feiert diese erzreaktionäre Haltung gerade politische Erfolge: Fast ein Viertel unserer Nachbarn machte bei den Europawahlen in diesem Jahr ihr Kreuz bei der rechtsextremen Front National. Ob dieses Ergebnis etwas mit dem Erfolg von ‚Braquo‘ zu tun hat? Ich hoffe nicht. Ob Marchals Schöpfung trotzdem eine sauspannende, gut gemachte und extrem unterhaltsame Serie ist? Ja, doch, leider, möchte man fast sagen.“

## Auszeichnungen
- 2012 International Emmy Award für Beste Dramaserie des Jahres[1]

## Liste der Folgen

### Staffel 1
1. Max – Max
2. La Ligne jaune – Kein Zurück
3. La Tête dans le sac – Mit dem Kopf in der Schlinge
4. L’Autre Rive – Die Entführung
5. Loin derrière la nuit – Keine andere Wahl
6. Tarif de groupe – Freie Fahrt in den Untergang
7. Tangente – Aller guten Dinge sind drei
8. Eddy – Aufstieg und Fall

### Staffel 2
1. Les Damnés – Die Verdammten
2. Seuls contre tous – Allein gegen alle
3. Tous pour un – Alle für einen
4. Chèvres et Chacals – Schafe und Wölfe
5. Infiltré – Unter Wölfen
6. Mère (et) patrie – Störfeuer
7. Au nom du pire – Im Namen des Bösen
8. 4 moins 1 – Zahltag

### Staffel 3
1. Affliction
2. Nos funérailles
3. Odessa
4. Stoukatch
5. Le Lait et le Miel
6. Prologue
7. Andreas
8. Entre la Terre et l’Enfer

### Staffel 4
1. À l’ancienne
2. Ma part d’enfer
3. Nathan
4. Pharaons
5. 11 virgule
6. Bankster
7. Un jeu sans fin
8. Jusqu’au bout et jusqu’à la fin